# اوفوک تان آلتون کایا
اوفوک تان آلتون کایا (Ufuk Tan Altunkaya)، (متولد ۱۵ مه ۱۹۸۴ در آلمان)، بازیگر، نویسنده و کارگردان مرد اهل ترکیه است. او در رشته اقتصاد و زبان و ادبیات ترکی تحصیل کرد. مدرک کارشناسی ارشد خود را از دانشکده نقد و دراماتورژی تئاتر دانشگاه استانبول دریافت کرد. او دکترای تئاتر سیاسی را در دانشگاه آزاد برلین گذراند. او در سال ۲۰۱۱–۲۰۱۲ در نقش خلیل در سریال اسمش را فریحا گذاشتم شرکت داشت.
اوفوک تان آلتونکایا فعالیت تئاتری خود را در ازمیر آغاز کرد و به عنوان بازیگر و کارگردان در سازمان‌هایی مانند گاراجی استانبول، تئاتر گسنرالی، تیاترو کوردلیا و مکان آرتی فعالیت داشت و در چندین مؤسسه تدریس می‌کرد.
در سال ۲۰۱۰، او به همراه دوستانش در تأسیس مکان آرتی شرکت کرد. اوفوک تان آلتونکایا، که از سال ۲۰۰۸ بر تکنیک‌های مختلف صحنه‌پردازی و بر رابطه بین بازیگر و مخاطب تمرکز دارد. اوفوک تان آلتونکایا که به ویژه به خاطر آثارش که مختص یک مخاطب و حوزه خاص هستند شناخته می‌شود.